# Liste der Stolpersteine in der früheren Provinz Pordenone

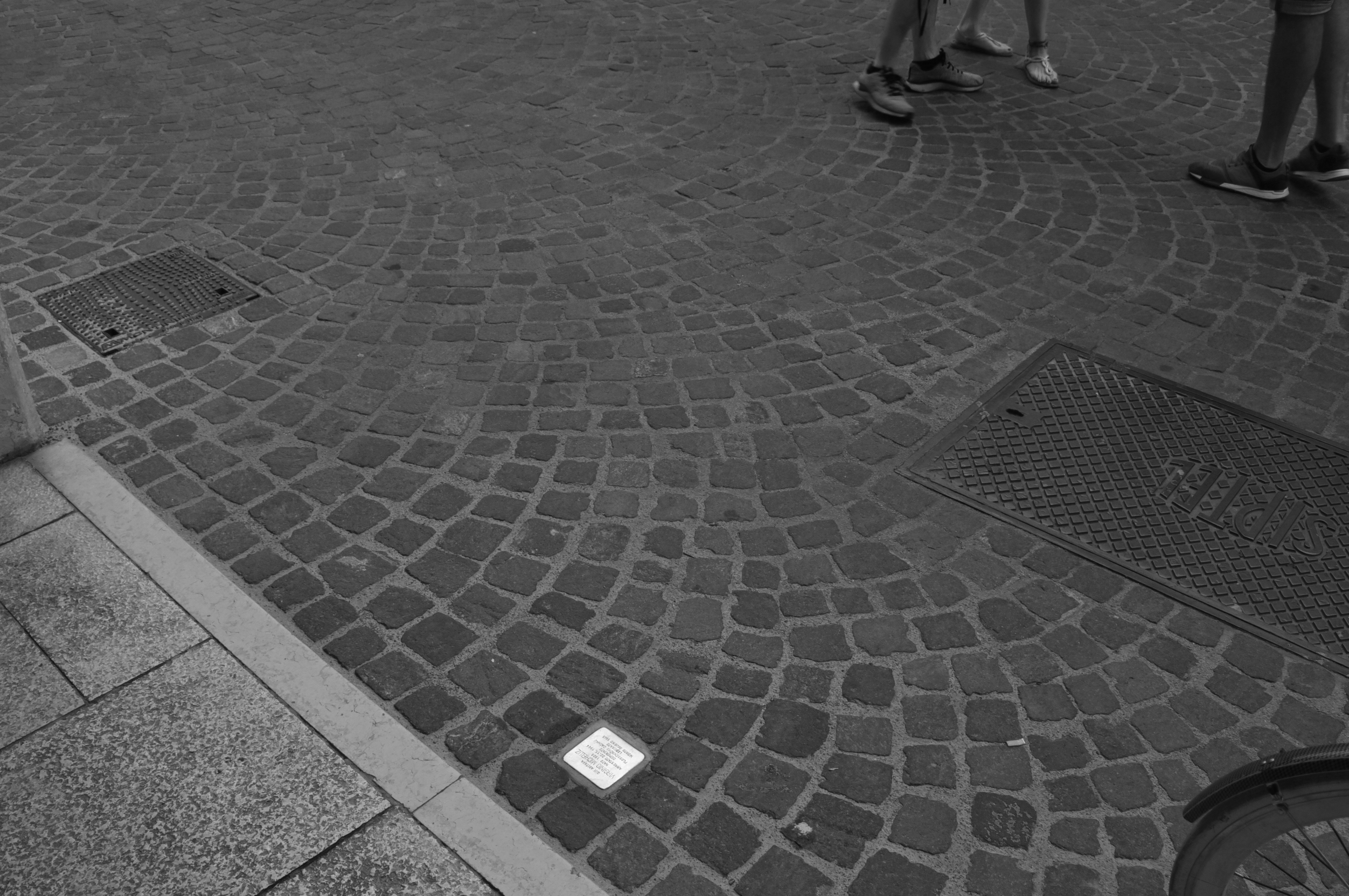
Stolperstein in Pordenone

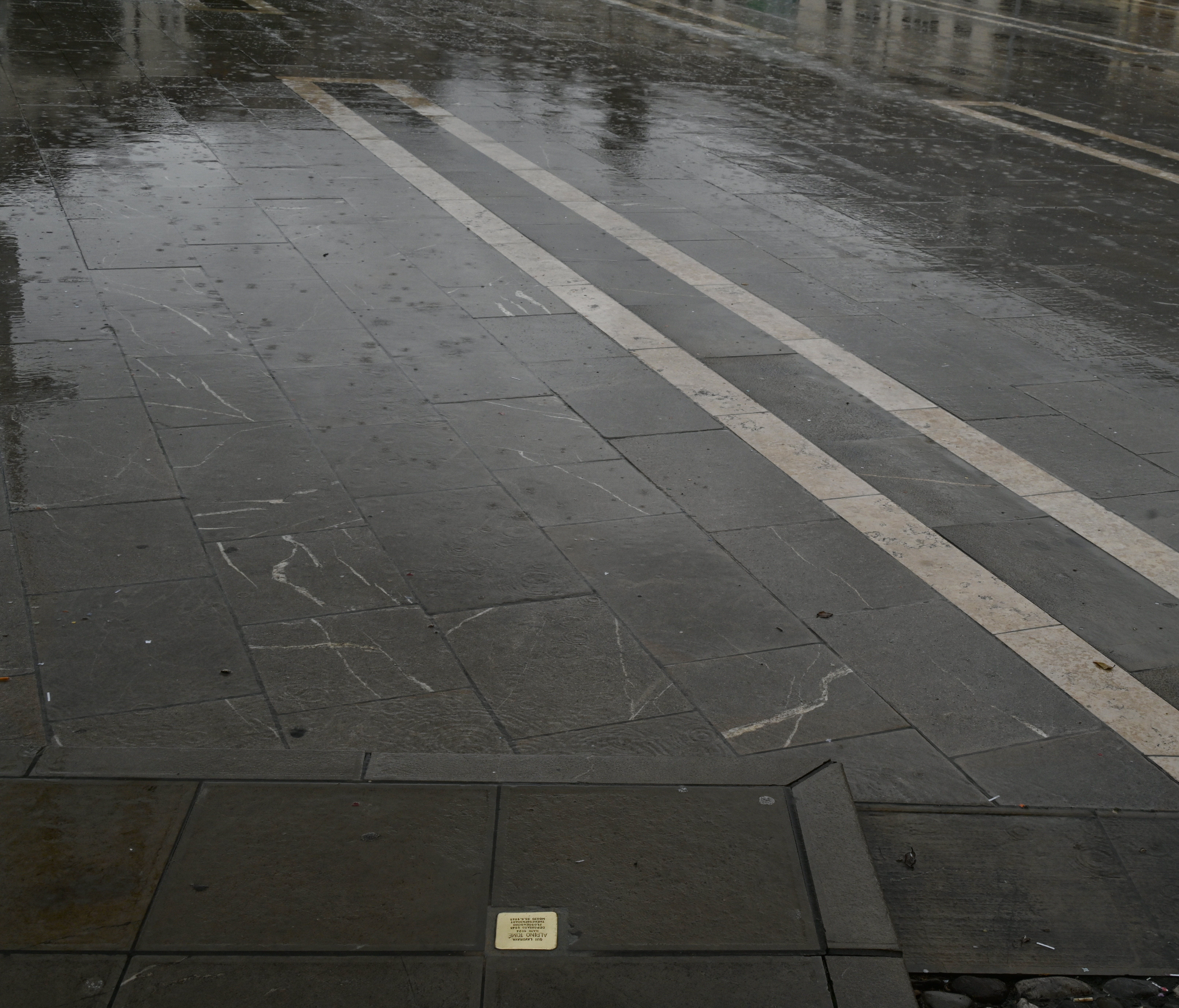
Stolperstein in Maniago

Die Liste der Stolpersteine in der früheren Provinz Pordenone enthält eine Übersicht der Stolpersteine in der 2017 aufgelösten italienischen Provinz Pordenone in Friaul-Julisch Venetien. Stolpersteine sollen an das Schicksal der Menschen erinnern, die von den Nationalsozialisten ermordet, deportiert, vertrieben oder in den Suizid getrieben wurden. Die Stolpersteine verlegte der deutsche Künstler Gunter Demnig, in der Regel vor dem letzten, frei gewählten Wohnort des Opfers bzw. der Opfer.
Die ersten Stolpersteine im Gebiet dieser vormaligen Provinz wurden am 18. Januar 2020 in Pordenone verlegt.

## Verlegte Stolpersteine
Die Tabellen sind teilweise sortierbar; die Grundsortierung erfolgt alphabetisch nach dem Familiennamen.

### Azzano Decimo
In Azzano Decimo wurden drei Stolpersteine an zwei Adressen verlegt.
| Stolperstein | Übersetzung                                                                                             | Verlegeort                       | Name, Leben                  |
| ------------ | --- | -------------------------------- | ---------------------------- |
|              | HIER WOHNTE GINO LONGO GEBOREN 1926 VERHAFTET 28.11.1944 DEPORTIERT 8.12.1944 DACHAU ERMORDET 18.4.1945 | Via Enrico Toti 37 Azzano Decimo | Gino Longo (1926–1945)       |
|              | HIER WOHNTE GIUSEPPE SELLAN GEBOREN 1908 INTERNIERT SEPT. 1943 LINTORF ERMORDET 28.3.1945 DUISBURG      | Via Enrico Toti 37 Azzano Decimo | Giuseppe Sellan (1908–1945)  |
|              | HIER WOHNTE LODOVICO TRAVANI GEBOREN 1923 DEPORTIERT 1944 KNIN JUGOSLAWIEN GESTORBEN 9.10.1944          | Piazza Libertà 46 Azzano Decimo  | Lodovico Travani (1923–1944) |

### Brugnera
In Brugnera wurden an drei Adressen jeweils ein Stolperstein verlegt.
| Stolperstein | Übersetzung | Verlegeort                                         | Name, Leben                  |
| ------------ | --- | -------------------------------------------------- | ---------------------------- |
|              | HIER WOHNTE AMERIGO BIASOTTO GEBOREN 1924 VERHAFTET 2.12.1944 DEPORTIERT 8.12.1944 DACHAU ERMORDET 20.4.1945 NATZWEILER | Via Giuseppe Mazzini, 28 Maron di Brugnera         | Amerigo Biasotto (1924–1945) |
|              | HIER WOHNTE DON EUGENIO MARIN GEBOREN 1901 VERHAFTET 17.12.1944 DEPORTIERT 1945 DACHAU BEFREIT                          | Vor der Kirche (via IV Novembre) Maron di Brugnera | Eugenio Marin (1901–)        |
|              | HIER WOHNTE GUIDO MARTIN JG. 1926 VERHAFTET 2.12.1944 DEPORTIERT 1944 DACHAU BEFREIT                                    | Via Fossadelle, 14 Maron di Brugnera               | Guido Martin (1926–)         |

### Budoia
In Budoia wurden sechs Stolpersteine an vier Stellen verlegt.
| Stolperstein | Übersetzung | Verlegeort                                   | Name, Leben                   |
| ------------ | --- | -------------------------------------------- | ----------------------------- |
|              | HIER WOHNTE GINO BOCUS GEBOREN 1925 VERHAFTET 15.11.1944 DEPORTIERT 1944 DACHAU ERMORDET                                 | Via Rivetta, 49 Dardago di Budoia            | Gino Bocus (1925–1944/45)     |
|              | HIER WOHNTE GUIDO BOCUS GEBOREN 1911 GEFANGEN GENOMMEN 10.9.1943 DEPORTIERT TRIER-PETRISBERG ERMORDET 20.10.1944 BREBACH | Via Rivetta, 49 Dardago di Budoia            | Guido Bocus (1911–1944)       |
|              | HIER WOHNTE BENVENUTO BUSETTI JG. 1913 DEPORTIERT HEMER, ISERLOHN ERMORDET 10.3.1944                                     | Via Dante Alighieri, 2 Santa Lucia di Budoia | Benvenuto Busetti (1913–1944) |
|              | HIER WOHNTE ANGELO SANSON GEBOREN 1924 DEPORTIERT BUCHENWALD ERMORDET 27.12.1944                                         | Via Cialata Budoia                           | Angelo Sanson (1924–1944)     |
|              | HIER WOHNTE SILVIO VETTOR JG. 1924 DEPORTIERT WATENSTEDT ERMORDET 22.4.1945                                              | Via Castello, 37 Dardago                     | Silvio Vettor (1924–1945)     |
|              | HIER WOHNTE GUERRINO ZAMBON GEBOREN 1916 VERHAFTET 12.9.1944 DEPORTIERT 1944 []UISBERG ERMORDET 2.1.1945                 | Dardago di Budoia                            | Guerrino Zambon (1916–1945)   |

### Caneva
In Caneva wurden acht Stolpersteine an drei Adressen verlegt.
| Stolperstein | Übersetzung                                                                             | Verlegeort                    | Name, Leben |
| ------------ | --------------------------------------------------------------------------------------- | ----------------------------- | --- |
|              | HIER WOHNTE CLELIA BIT JG. 1922 ZWECKS VERGELTUNG ERMORDET 6.3.1945 STEVENÀ DI CANEVA   | Via Dario Chiaradia, 8 Caneva | Clelia Bit (1922–1945) |
|              | HIER WOHNTE VITTORIO BIT JG. 1940 ZWECKS VERGELTUNG ERMORDET 6.3.1945 STEVENÀ DI CANEVA | Via Dario Chiaradia, 8 Caneva | Vittorio Bit (1940–1945) |
|              | HIER WOHNTE ENZO CARIOTI GEBOREN 1943 LEBENDIG VERBRANNT 24.4.1945                      | Longon di Caneva              | Enzo Carioti (1943–1945) wurde als Kleinkind gemeinsam mit einem Cousin, dessen Mutter und den gemeinsamen Großeltern vom Kriegsverbrecher Alfred Dornenburg lebendig verbrannt. Der Junge war sechs Monate alt. |
|              | HIER WOHNTE DINA CRODA JG. 1932 ZWECKS VERGELTUNG ERMORDET 6.3.1945 STEVENÀ DI CANEVA   | Via Dario Chiaradia, 8 Caneva | Dina Croda (1932–1945) |
|              | HIER WOHNTE DOSOLINA MANFÈ GEBOREN 1910 LEBENDIG VERBRANNT 24.4.1945                    | Longon di Caneva              | Dosolina Manfè (1910–1945) |
|              | HIER WOHNTE CATERINA POLO GEBOREN 1884 LEBENDIG VERBRANNT 24.4.1945                     | Longon di Caneva              | Caterina Polo (1884–1945) |
|              | HIER WOHNTE ERMENGILDO ZAGHET GEBOREN 1944 LEBENDIG VERBRANNT 24.4.1945                 | Longon di Caneva              | Ermenegildo Zaghet (1944–1945) |
|              | HIER WOHNTE EUGENIO ZAGHET GEBOREN 1881 LEBENDIG VERBRANNT 24.4.1945                    | Longon di Caneva              | Eugenio Zaghet (1881–1945) |

### Fontanafredda
In Fontanafredda wurde ein Stolperstein verlegt.
| Stolperstein | Übersetzung                                                                 | Verlegeort                           | Name, Leben               |
| ------------ | --------------------------------------------------------------------------- | ------------------------------------ | ------------------------- |
|              | HIER WOHNTE LUIGI SFREDDO JG. 1911 DEPORTIERT 1944 DACHAU ERMORDET 7.2.1945 | Via Silvio Pellico, 61 Fontanafredda | Luigi Sfreddo (1911–1945) |

### Maniago
In Maniago wurden fünf Stolpersteine an drei Adressen verlegt.
| Stolperstein | Übersetzung                                                                                                | Verlegeort                        | Name, Leben                  |
| ------------ | --- | --------------------------------- | ---------------------------- |
|              | HIER WURDE VERHAFTET ANTONIO PAGOTTO GEBOREN 1927 GEFOLTERT DEPORTIERT 1944 HERSBRUCK ERMORDET 12.x.1945   | Piazza Italia 51                  | Antonio Pagotto (1927–1945)  |
|              | HIER WURDE VERHAFTET GIOVANNI PAGOTTO GEBOREN 1906 GEFOLTERT DEPORTIERT 1945 FLOSSENBÜRG ERMORDET 9.3.1945 | Piazza Italia 51                  | Giovanni Pagotto (1906–1945) |
|              | HIER WURDE VERHAFTET TIZIANO PAGOTTO GEBOREN 1925 GEFOLTERT DEPORTIERT 1944 HERSBRUCK ERMORDET 18.3.1945   | Piazza Italia 51                  | Tiziano Pagotto (1925–1945)  |
|              | HIER WOHNTE MARIO TOFFOLO JG. 1925 DEPORTIERT 1945 FLOSSENBÜRG ERMORDET 29.1.1945 MAUTHAUSEN               | Via S. Antonio, 21 Fratta Maniago | Mario Toffolo (1925–1945)    |
|              | HIER ARBEITETE ALBINO TOMÉ JG. 1924 DEPORTIERT 1945 FLOSSENBÜRG THERESIENSTADT TOT 31.5.1945               | Municipio Maniago                 | Albino Tomé (1924–1945)      |

### Polcenigo
In Polcenigo wurde ein Stolperstein verlegt.
| Stolperstein | Übersetzung                                                                                   | Verlegeort           | Name, Leben                |
| ------------ | --------------------------------------------------------------------------------------------- | -------------------- | -------------------------- |
|              | HIER WOHNTE GIOVANNA BACHARACH GEBOREN 1879 VERHAFTET 2.4.1944 DEPORTIERT SCHICKSAL UNBEKANNT | Coltura di Polcenigo | Giovanna Bacharach (1879–) |

### Porcia
In Porcia wurden vier Stolpersteine an zwei Stellen verlegt.
| Stolperstein | Übersetzung | Verlegeort              | Name, Leben                                 |
| ------------ | --- | ----------------------- | ------------------------------------------- |
|              | HIER WURDE VERHAFTET ELISABETTA BASSO GEBOREN 1910 DEPORTIERT 1944 FLOSSENBÜRG BEFREIT                                                      | Via Marconi Porcia      | Elisabetta Basso (1910–)                    |
|              | HIER WOHNTE ANTONIO LUIGI PROSDOCIMO GEBOREN 1924 VERHAFTET 9.12.1944 DEPORTIERT 16.12.1944 FLOSSENBÜRG ERMORDET 21.3.1945                  | Calle del Carbon Porcia | Antonio Luigi Prosdocimo (1924–1945)        |
|              | HIER WOHNTE ERMENEGILDO DOMENICO PROSDOCIMO GEBOREN 1927 VERHAFTET 3.12.1944 DEPORTIERT 16.12.1944 FLOSSENBÜRG BEFREIT GESTORBEN 10.10.1945 | Calle del Carbon Porcia | Ermenegildo Domenico Prosdocimo (1927–1945) |
|              | IN PORCIA WOHNTE LUIGI REMIGI GEBOREN 1903 PARTISAN LINTORF GEHENKT 25.11.1944                                                              | Via Marconi Porcia      | Luigi Remigi (1903–1944)                    |

### Pordenone
In Pordenone, der früheren Provinzhauptstadt, wurden 23 Stolpersteine an 20 Adressen verlegt.
| Stolperstein | Übersetzung | Verlegeort                                     | Name, Leben |
| ------------ | --- | ---------------------------------------------- | --- |
|              | HIER ARBEITETE BRUNO BARZOTTO GEBOREN 1922 VERHAFTET 3.11.1944 DEPORTIERT DACHAU BEFREIT GESTORBEN 18.9.1947                          | Via Montereale, 24 (vor dem Ospedale civile)   | Bruno Barzotto (1922–1947) |
|              | HIER WOHNTE FELICE BET GEBOREN 1928 PARTISAN VERHAFTET 7.1.1945 DEPORTIERT MAUTHAUSEN SCHICKSAL UNBEKANNT                             | Via del Fante, 15 · Pordenone ·                | Felice Bet wurde im Jahr 1928 geboren. Er hatte eine Schwester namens Maria. Bereits in jungen Jahren schloss er sich der Partisanenbewegung an. Am 7. Januar 1945 wurde der 16-jährige verhaftet und kurz darauf ins KZ Mauthausen deportiert. Über das weitere Schicksal des jungen Felice sind keine Einzelheiten bekannt. Man weiß lediglich, dass er die Schrecken des Konzentrationslagers und des Nationalsozialismus nicht überlebt hat. Seine Schwester Maria Bet lebt noch heute. Sie und ihre Tochter Lucia Fabris hielten eine berührende Rede bei der Verlegung von Felices Stolperstein im Januar 2020. |
|              | HIER WOHNTE ARTURO BIASUTTI GEBOREN 1905 INTERNIERT WATENSTEDT-SALZGITTER MAUTHAUSEN ERMORDET 1.2.1945                                | Quartiere di Torre, Via Nazario Sauro, 9       | Arturo Biasutti (1905–1945) |
|              | HIER WOHNTE LUCIANO BUSETTO JG. 1923 DEPORTIERT FULLEN ERMORDET 18.6.1944                                                             | Via Roma, 4 Pordenone                          | Luciano Busetto (1923–1944) |
|              | HIER WOHNTE DIONISIO CANCIAN JG. 1925 VERHAFTET 6.8.1944 DEPORTIERT 1944 BUCHENWALD ERMORDET APR. 1945                                | Via Zara, 29 Pordenone                         | Dionisio Cancian (1925–1945) |
|              | HIER WOHNTE ARTURO DE GERARD JG. 1919 DEPORTIERT EISLEBEN ERMORDET 7.2.1944                                                           | Via Francesco Baracca, 46 Pordenone            | Arturo De Gerard (1919–1944) |
|              | HIER LEHRTE TERZO DRUSIN GEBOREN 1913 PARTISAN VERHAFTET 2.12.1944 ERMORDET 17.12.1944                                                | Via Gian Battista Bertossi, 9 · Pordenone ·    | Terzo Drusin, genannt Alberto, wurde am 28. Januar 1913 in Manzano in der Provinz Udine geboren. Er studierte Literatur an der Università Cattolica di Milano, der Katholischen Universität in Mailand. Nach seinem Abschluss begann er am Technischen Institut in Pordenone zu unterrichten. Nach dem Waffenstillstand von Cassibile am 8. September 1943 schloss sich Drusin aktiv der Freiheitsbewegung an und kämpfte in der Partisanenbewegung Ippolito Nievo, welche vor allem im Tal des Natisone tätig war. Drusin war vor allem für die Propaganda und deren Druck zuständig. Terzo Drusin wurde angezeigt und daraufhin von den Nazis verhaftet. Nach tagelanger Folter wurde er am 17. Dezember 1944 ermordet und sein Leichnam in den Natisone geworfen. Die Identifizierung des entstellten Leichnams war möglich, weil man Drusin an seinem Holzbein und den Verstümmelungen seiner linken Hand erkennen konnte. Aufgrund seiner mutigen und ehrenvollen Leistungen wurden eine Schule und eine Straße in Pordenone nach Terzo Drusin benannt. Außerdem wurde ihm nach seinem Tod symbolisch die goldene Ehrenmedaille für besondere militärische Dienste überreicht. |
|              | HIER WOHNTE FRANCESCO FOLLENI GUGLIELMO GEBOREN 1925 PARTISANE VERHAFTET 23.12.1944 DEPORTIERT MAUTHAUSEN SCHICKSAL UNBEKANNT         | Via Niccolò Tommaseo, 8 · Pordenone ·          | Francesco Folleni Guglielmo wurde 1925 geboren. Bereits in jungen Jahren schloss er sich der Partisanenbewegung an. Am 23. Dezember 1944 wurde der 19-jährige verhaftet und kurz darauf ins KZ Mauthausen deportiert. Über das weitere Schicksal des jungen Francesco sind keine Einzelheiten bekannt, lediglich, dass er die Schrecken des Konzentrationslagers und des Nationalsozialismus nicht überlebt hat. |
|              | HIER WOHNTE ATTILIO GALLINI GEBOREN 1926 PARTISANE VERHAFTET DEZEMBER 1944 DEPORTIERT FLOSSENBÜRG, DACHAU BEFREIT GESTORBEN 22.7.1945 | Piazzale XX Settembre, 2 · Pordenone ·         | Attilio Gallini wurde 1926 geboren. Bereits in jungen Jahren schloss er sich der Partisanenbewegung an. Im Dezember 1944 wurde der erst 18-jährige Attilio verhaftet und ins KZ Flossenbürg deportiert. Wenig später wurde er ins KZ Dachau überstellt. Als das KZ Dachau am 29. April 1945 befreit wurde, bedeutete das auch das Ende monatelanger Schrecken für den jungen Attilio. Am 22. Juli 1945, wenige Monate nach seiner Befreiung aus dem KZ, starb der 19-jährige Attilio Gallini. |
|              | HIER WOHNTE RODOLFO MARCUZ JG. 1898 INTERNIERT LINZ ERMORDET 18.4.1944                                                                | Via San Gregorio Bassa, 17 Pordenone           | Rodolfo Marcuz (1898–1944) |
|              | HIER WOHNTE FRANCO CARLO MARTELLI GEBOREN 1910 PARTISANE VERHAFTET 25.11.1944 ERSCHOSSEN 27.11.1944                                   | Piazzale XX Settembre, 2 · Pordenone ·         | Franco Carlo Martelli wurde im Jahr 1910 in Catania geboren (einige Quellen geben 1911 als Geburtsjahr an). Im Jahr 1941 beteiligte er sich als Hauptmann des Regiments Cavalleggeri di Saluzzo an den Kriegshandlungen in Slowenien. Wenige Tage nach dem Waffenstillstand am 8. September 1943 kehrte Franco Martelli ins Friaul zurück und widmete sich der Organisation der Partisanenbewegung. Für mehr als ein Jahr stand er der Formation Ippolito Nievo vor, welche der 4. Division Osoppo-Friuli unterstand. Am 25. November 1944 wurde Franco Martelli von den Nazis verhaftet und unter Folter festgehalten, bis er schließlich am 27. November 1944 erschossen wurde. Als seine Brust mit Kugel durchlöchert wurde, schrie Franco Martelli mit letzter Kraft Viva l’Italia libera, „Es lebe das freie Italien!“. Vor seinem Tod hatte Franco Martelli dem Oberleutnant von Belcastro in Catanzaro geschrieben und ihm seine vier Kinder anvertraut. Galati adoptierte die Kinder, welche seitdem den Namen Martelli Galati tragen. Franco Martelli bekam außerdem nach seinem Tod die Medaglia d’oro al valor militare, die goldene Ehrenmedaille für besondere militärische Dienste, verliehen. |
|              | HIER WOHNTE VIRGINIO MICHELUZ GEBOREN 1905 VERHAFTET 22.11.1944 DEPORTIERT FLOSSENBURG, DACHAU BEFREIT GESTORBEN JUNI 1945            | Corso Vittorio Emanuele II, 49 · Pordenone ·   | Virginio Micheluz wurde am 2. August 1905 in Pordenone geboren. Virginio hatte die Tabaktrafik seines Vaters im Corso Vittorio Emanuele II geerbt und führte diesen weiter. Als er den Diebstahl einer Ladung Zigaretten anzeigen wollte, drehte man den Spieß um und Micheluz wurde beschuldigt, gemeinsame Sache mit den Partisanen zu machen. Daraufhin wurde er am 23. November 1944 verhaftet und den deutschen Beamten in Pordenone übergeben. Micheluz war bekannt in Pordenone und seine Verhaftung schockierte die Bewohner der Stadt. Er wurde dann nach Udine überstellt und von dort aus ins KZ Flossenbürg, an der deutsch-tschechischen Grenze, deportiert. Bei seiner Ankunft wurde er mit der Matrikelnummer 40242 registriert. Wenig später wurde Micheluz ins KZ Dachau gebracht. Als der Krieg endete, wurde er aus Dachau befreit und ins dort aufgebaute amerikanische Krankenhaus gebracht, wo er knappe zwei Monate später, am 10. oder 11. Juni 1945, starb. Virginio Micheluz wurde in München auf dem Italienischen Militärfriedhof begraben. |
|              | HIER WOHNTE UMBERTO PERISSINOTTO JG. 1898 VERHAFTET 6.2.1945 DEPORTIERT DACHAU GESTORBEN 14.5.1945                                    | Vicolo Molinari, 8 Pordenone                   | Umberto Perissinotto (1898–1945) |
|              | HIER WOHNTE ANTONIO PILAT GEBOREN 1898 INTERNIERT KAUFERING ERMORDET 20.3.1945                                                        | Quartiere di Torre, Via General Cantore, 28    | Antonio Pilat (1898–1945) |
|              | HIER WOHNTE ROMEO PILAT GEBOREN 1926 INTERNIERT KAUFERING UMGEKOMMEN 22.5.1945                                                        | Quartiere di Torre, Via General Cantore, 28    | Romeo Pilat (1926–1945) |
|              | HIER WOHNTE ANTEO PITTON JG. 1926 VERHAFTET 6.8.1944 DEPORTIERT 1944 BUCHENWALD THERESIENSTADT ERMORDET MAI 1945                      | Corso Garibaldi, 55 Pordenone                  | Anteo Pitton (1926–1945) |
|              | HIER WOHNTE OLIVO REPOSI MUZZIN JG. 1925 DEPORTIERT 1945 FLOSSENBÜRG GROSS-ROSEN ERMORDET 18.2.1945 DACHAU                            | Via Stradelle, 44 Pordenone                    | Olivo Reposi Muzzin (1925–1945) |
|              | HIER WOHNTE ANTONIO LIONELLO ROSSI JG. 1925 VERHAFTET 14.11.1944 DEPORTIERT 1945 FLOSSENBÜRG ERMORDET 23.2.1945                       | Via Molinari, 30 Pordenone                     | Antonio Lionello Rossi (1925–1945) |
|              | HIER WOHNTE LUIGI ANTONIO SANTAROSSA GEBOREN 1895 DEPORTIERT DEUTSCHLAND ERMORDET 2.8.1944 SERBIEN                                    | Via del Fante, 10                              | Luigi Antonio Santarossa (1895–1944) |
|              | HIER WOHNTE ESTELLA STENDLER IN LUGINBUHL GEBOREN 1875 VERHAFTET 4.4.1944 INTERNIERT RISIERA DI SAN SABBA SCHICKSAL UNBEKANNT         | Viale Michelangelo Grigoletti, 5 · Pordenone · | Estella Stendler in Luginbuhl wurde am 2. Februar 1875 in Triest geboren. Sie war Jüdin und mit Emilio Luginbuhl, dem Pastor der Baptistenkirche Pordenones, welche sich in der Viale Grigoletti 5 befand, verheiratet. Das Paar hatte zwei Söhne, Eros und Sirio. Im hohen Alter lebte Estella Stendler alleine. Ihr Ehemann und ihr Sohn Eros waren bereits verstorben, ihr Sohn Sirio gefangen genommen und in ein KZ deportiert worden. Estella Stendler wurde am 4. April 1944 in Pordenone festgenommen und war daraufhin im KZ Risiera di San Sabba in Triest inhaftiert. Estella Stendler Luginbuhls Spuren verwischen ab diesem Zeitpunkt – über ihr Schicksal ist kaum etwas bekannt, außer, dass sie die Shoah nicht überlebte. |
|              | HIER WOHNTE ANNIBALE TOFFOLO GEBOREN 1912 INTERNIERT TROISDORF ERMORDET 22.4.1945                                                     | Quartiere di Torre, Via Piave, 13              | Annibale Toffolo wurde 1912 in eine kinderreiche Familie geboren. Er kam im Haus Via Piave, 13 zur Welt. Gemeinsam mit seinem Bruder Riccardo ging er nach Deutschland, um dort Arbeit zu finden. Er wurde schließlich im Lager Troisdorf nahe Köln interniert und zur Zwangsarbeit eingeteilt. Er kam am 22. April 1945 ums Leben, er war 33 Jahre alt. Er wurde auf dem cimitero italiano d’onore ad Amburgo bestattet, der Italienischen Kriegsgräberstätte in Hamburg-Öjendorf. |
|              | HIER WOHNTE MARIO VENDRAME JG. 1925 DEPORTIERT 1944 FLOSSENBÜRG ERMORDET 9.3.1945                                                     | Via Portogruaro, 3 Pordenone                   | Mario Vendrame (1925–1945) |
|              | HIER ARBEITETE ANTO ZILLI GEBOREN 1922 VERHAFTET 22.11.1944 ERMORDET 23.12.1944                                                       | Via Montereale, 24 (vor dem Ospedale civile)   | Anto Zilli wurde am 9. Januar 1922 in Fontanafredda geboren. Er war der einzige Sohn von Guido Zilli, einem Ingenieur, und von Nelda Weigelsberg, einer österreichischen Baronin. Er studierte Medizin an der Università degli Studi in Padua. Er war im fünften Studienjahr, als er einer Einladung des Rektors folgte, sich in der Widerstandsbewegung anzuschließen. Er wurde Partisan, erhielt den Kampfnamen Guido und wurde der 5. Brigade Osoppo zugeteilt. Seiner Freundin Rita schrieb er, er wolle lieber sterben, als sich der Sklavenherrschaft zu unterwerfen. Nach nur zwei Monaten wurde er gefasst und in den Morgenstunden des 23. Dezember 1944 in Giais di Aviano von einem SS-Kommando standrechtlich erschossen. Das Kommando wurde von Alfred Dörnenburg befehligt. Auf dem Denkmal der Widerstandskämpfer in Piancavallo findet sich sein Name neben denen von Ferruccio Batini Sian, Piero Del Cont Bernard und Amadio Bomben, die ebenfalls vom NS-Regime umgebracht wurden. Zwei weitere Gedenksteine erinnern an ihn, einer vor dem Palazzo Bo in Padova, der andere vor dem Krankenhaus von Pordenone. Auf seinem Grabstein findet sich die Inschrift: “vilmente tradito da spie prezzolate cadde trucidato dal barbaro teutonico invasore”. Im Januar 1947 verlieh ihm die Universität von Padua ehrenhalber das Doktorat der Medizin. |

### Prata di Pordenone
In Prata di Pordenone sollen sechs Stolpersteine verlegt worden sein, verifiziert werden konnten jedoch nur drei An einer Verlegeadresse, in der Via Tamai 15, wurde der dort verlegte Stolperstein für Angelo Secco eindeutig zubetoniert.
| Stolperstein | Übersetzung | Verlegeort                                                           | Name, Leben                               |
| ------------ | --- | -------------------------------------------------------------------- | ----------------------------------------- |
|              | HIER WOHNTE ANGELO DINO DE CARLI GEBOREN 1915 PARTISAN FÜSILIERT 20.1.1944                                             | Via Angelo Dino de Carli Prata di Pordenone                          | Angelo Dino De Carli (1915–1944)          |
|              | HIER WOHNTE FERRUCCIO GAVA GEBOREN 1921 PARTISAN FÜSILIERT 14.1.1945                                                   | Via Friuli 99/1 Prata di Pordenone                                   | Ferruccio Gava (1921–1945)                |
|              | HIER WOHNTE ANGIOLINA GIUDITTA MORTARA JG. 1863 VERHAFTET 4.4.1944 INTERNIERT RISIERA DI SAN SABBA SCHICKSAL UNBEKANNT | Via Cesare Battisti, 48 Prata di Pordenone (vor dem Ospedale civile) | Angiolina Giuditta Mortara (1863–1944/45) |

### Sacile
In Sacile wurden vier Stolpersteine an drei Adressen verlegt.
| Stolperstein | Übersetzung                                                                                            | Verlegeort                              | Name, Leben                 |
| ------------ | --- | --------------------------------------- | --------------------------- |
|              | HIER WURDE VERHAFTET GINO COLTRO GEBOREN 1908 IM WIDERSTAND ERSCHOSSEN 29.10.1944                      | Via Ettoreo 4                           | Gino Coltro (1908–1944)     |
|              | HIER ARBEITETE MARCO MENEGHINI GEBOREN 1887 VERHAFTET ERSCHOSSEN 16.4.1945                             | Via Ettoreo 4                           | Marco Meneghini (1887–1945) |
|              | HIER WOHNTE GENESIO SANTIN JG. 1909 DEPORTIERT 1944 DACHAU ERMORDET 11.12.1944 NEUENGAMME              | Via Bandida, 97 San Giovanni del Tempio | Genesio Santin (1909–1944)  |
|              | HIER STUDIERTE ERMANNO SFRISO GEBOREN 1923 GEFANGEN GENOMMEN ERMORDET 17.4.1945 S. GIOVANNI DI LIVENZA | Via Martiri Sfriso, 12                  | Ermanno Sfriso (1923–1945)  |

Weiters wurde für Virginio Fasan, dessen Schiff am 9. September 1943 im Golf von Asinara versenkt wurde, ein Gedenkstein verlegt, gewidmet von der Gemeinde Sacile. Es handelt sich um ein Plagiat, kreisrund, mit modernistischer Schrift. Gestalterin war Isis Marchesini. Verlegt wurde der Gedenkstein in der Via Virginio Fasan, jener Straße, die dem NS-Opfer gewidmet wurde.

## Verlegedaten
- 18. Januar 2020: Pordenone (Via del Fante, 15; Via Gian Battista Bertossi, 9; Via Niccolò Tommaseo, 8; Piazza XX Settembre, 2; Corso Vittorio Emanuele II, 49; Viale Grigoletti, 5)
- 20. Januar 2021: Pordenone (Via Montereale, 24)
- 21. Januar 2021: Longon di Caneva
- 23. Januar 2021: Budoia und Coltura di Polcenigo
- 24. Januar 2022: Pordenone (Via del Fante, 10; Via General Cantore, 28; Via Nazario Sauro, 9; Via Piave, 13)
- 27. Januar 2022: Maniago
- 28. Januar 2022: Dardago di Budoia
- 29. Januar 2022: Sacile
- 23. Januar 2023: Pordenone (Corso Garibaldi, 55; Via Francesco Baracca, 46; Via Molinari, 30; via Portogruaro, 3; Via Roma, 4; Via Zara, 29)
- 28. Januar 2023: Fontanafredda
- 24. Januar 2024: Pordenone (via Molinari 30, via Portogruaro 3, via San Gregorio Bassa 17, via Stradelle 44, vicolo Molinari 8)
- 25. Januar 2024: Prata di Pordenone
- 26. Januar 2024: Budoia (Guido Bocus), Managio (Municipio)
- 27. Januar 2024: Brugnera, Caneva (Via Dario Chiaradia, 8), Sacile
- 28. Januar 2024: Budoia (Via Dante Alighieri 2, Via Castello 37), Fontanafredda[20], Managio (Via S. Antonio, 1)
- 25. Januar 2025: Azzano Decimo (Piazza Libertà 46)
- 27. Januar 2025: Azzano Decimo (Via Enrico Toti 37)
- 31. Januar 2025: Porcia